# Villa Montellano
Villa Montellano, anteriormente Montellano, é um município da República Dominicana pertencente à província de Puerto Plata.
Sua população estimada em 2012 era de 19 029 habitantes.